# GOAL (nyhetssida)
GOAL är en internationell nyhetssida som ges ut på 19 språk. GOAL grundades 2004 av Chicco Merighi och Gianluigi Longinotti-Buitoni. Sidan ägs av Integrated Media Company (IMC), en filial till TPG Capital.